# 가미하타노촌
가미하타노촌(일본어: 上秦野村)은 일본 가나가와현 아시가라카미군에 존재했던 촌이다. 현재의 하다노시에 해당한다.
1955년 7월 28일에  아시가라카미군 니시하다노촌과 합병해 나카군 니시하다노정이 되었다.

## 역사
- 1889년 4월 1일 - 정촌제 시행에 의해 오스미군 가미하타노촌이 성립하였다
- 1927년 - 오다큐 전철 오다와라선이 개업하였다.
- 1955년 1월 1일 - 합병에 의해 니시하다노정과 나카군에 이관되었다
- 1955년 7월 28일 - 아시가라카미군 니시하다노촌과 합병해 나카군 니시하타노정이 되었다.

## 교통

### 철도
- 오다큐 전철
  - 오다와라선

## 참고 문헌
- 角川日本地名大辞典編纂委員会,『角川日本地名大辞典 神奈川県』1984, 角川書店